# Marathyssa umbratilis
Marathyssa umbratilis är en fjärilsart som beskrevs av Köhler 1968. Marathyssa umbratilis ingår i släktet Marathyssa och familjen nattflyn. Inga underarter finns listade i Catalogue of Life.